# Upplands runinskrifter 429
Upplands runinskrifter 429 är en vikingatida runsten av glimmerrik gnejs i Åshusby, Norrsunda socken och Sigtuna kommun. Runstenen är 1,2 meter hög 0,9 meter bred. Runhöjden är 6-8 centimeter. "Borgulv", till vars minne U 429 är rest, omnämns också på U 430.

## Inskriften
Translitterering av runraden:
· þuriʀ · auk · hruþa · litu · raisa · stain · þinsa · iftiʀ · burkulf · faþur sin
Normalisering till runsvenska:
Þoriʀ ok Hroða letu ræisa stæin þennsa æftiʀ Borgulf, faður sinn.
Översättning till nusvenska:
Tore och Roda läto resa denna sten efter Borgulv, sin fader.
Roda är ett kvinnonamn. Mansnamnet Tore är en sammansättning med betydelsen ’Torspräst’. Namnet Borgulv finns, förutom på U 429, bara på U 430 och U 444 (borkulf).